# Konrad Wantrych
Konrad Wantrych (ur. 26 kwietnia 1989 w Warszawie) – polski pianista i klawiszowiec związany z wykonującą rock neoprogresywny grupą Believe oraz akustycznym projektem Mr. Gil. Muzyk współpracujący i koncertujący z Jackiem Bończykiem, Klementyną Umer i innymi wykonawcami piosenki. Kompozytor muzyki teatralnej i filmowej. Od 9 września 2020 członek grupy Kult.

## Dyskografia[2]

### Believe
- 2010 World Is Round (Metal Mind Productions)
- 2012 Seeing is Believing, DVD (Metal Mind Productions)
- 2013 The Warmest Sun in Winter (Metal Mind Productions)

### Mr. Gil
- 2010 Light and Sound (Electrum Production)
- 2012 I Want You To Get Back Home – (Metal Mind Productions)

### Inne
- 2010 Etos 2010 – Vienio (Creative Music) – gościnnie (instr. klawiszowe)
- 2011 Broken Romance – Gafyn Davies (Electrum Production) – gościnnie (instr. klawiszowe)
- 2014 One Too Many – Robbery – gościnnie (chórki)
- 2015 Wild at Heart – Sara Jaroszyk – instr. klawiszowe, gitara basowa, instr. perkusyjne, chórki, miks
- 2020 Zaraza – Kazik – instr. klawiszowe
- 2021 Ostatnia Płyta – Kult – instr. klawiszowe

## Teatr
- 2012 TV LAB (reż. Wojciech Faruga) – Tukan OFF na 33. Przeglądzie Piosenki Aktorskiej we Wrocławiu)[3] – kierownictwo muzyczne, aranżacje
- 2012 Kopciuszek (Teatr Polonia, reż. Maria Ciunelis) – kierownictwo muzyczne, aranżacje, muzyka
- 2013 Czerwony Kapturek (Teatr Polonia, reż. Adam Biernacki) – kierownictwo muzyczne, aranżacje, muzyka
- 2014 Jaś i Małgosia (Teatr Polonia, reż. Adam Biernacki) – aranżacje, muzyka
- 2014 Skąpiec. Work in progress (reż. Adam Biernacki) – aranżacje
- 2014 Migdały i rodzynki. Szkice białostockie (Teatr Dramatyczny im. Aleksandra Węgierki w Białymstoku, reż. Adam Biernacki) – aranżacje

## Inne

### Dubbing
- 2011 Księżniczka Lillifee – opracowanie muzyczne